# الاشتراكية ومعاملة المثليين
إن للعلاقة ما بين الأيديولوجيات اليسارية ونضالات حقوق المثليين تاريخ طويل ومتفاوت. من الاشتراكيين البارزين الذين شاركوا في أوائل النضال لصالح حقوق المثليين إدوارد كاربنتر وأوسكار وايلد وهاري هاي وبيارد راستن ودانييل غورين وغيرهم.

## التاريخ

### السياسة الجنسية للاشتراكية الخيالية

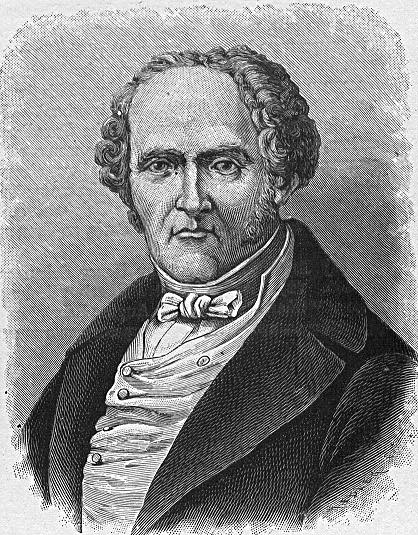
شارل فورييه اشتراكي خيالي يعود له الفضل في صك مصطلح نسوية عام 1837 ودافع عن النشاط الجنسي من نفس الجنس.

ظهرت التيارات الأولى من الفكر الاشتراكي الحديث في أوروبا خلال أوائل القرن التاسع عشر، وغالباً ما تعرف تلك الأفكار بالاشتراكية الخيالية. شكل موضوعا الجنس والنشاط الجنسي مخاوف كبيرة بالنسبة للكثير من كبار المفكرين من أمثال شارل فورييه وهنري دي سان سيمون في فرنسا وروبرت أوين في بريطانيا، وكذلك كانت الحال بالنسبة لأتباعهم. بالنسبة لفورييه على سبيل المثال فإن الحرية الحقيقة تحدث فقط من دون سادة ومن دون قمعٍ للعواطف؛ فقمع العواطف وفقاً لما رأه فورييه ليس مدمراً للفرد وحسب بل للمجتمع بأسره. بكتابته قبل ظهور مصطلح «المثلية»، اعترف فورييه بأن للرجال والنساء مجموعة واسعة من التفضيلات والحاجات الجنسية والتي قد تتغير عبر حياة الفرد بما في ذلك النشاط الجنسي من نفس الجنس. وقد رأى بأنه توجب الاستمتاع بكل التعابير الجنسية طالما لا يتعرض الأشخاص للإساءة، وأنه يمكن «للتأكيد على اختلافات الشخص» أن تعزز من الاندماج الاجتماعي.

### ألمانيا
اقترب نشطاء مثل أولريكس وهيرشفلد منذ بدايات حركات حقوق المثليين الأوروبية من اليسار السياسي بغية الدعم. كتب أولريكس خلال ستينات القرن التاسع عشر لكارل ماركس وأرسل له عدداً من الكتب حول التحرير الأوراني (المثلي/المتحول)، وفي عام 1869 قام ماركس بدوره بإرسال أحد كتب أولريكس لإنجلز. أجاب إنجلز باشمئزاز على ماركس في رسالة خاصة، منتقداً «الغلمانيين» الذين اعتبرهم «ضد الطبيعة للغاية»، ووصف منصة أولريكس لحقوق المثليين بأنها «تحوّل القذارة إلى نظرية». وحذر من أن الأمور ستسوء بالنسبة للمغايرين جنسياً من أمثاله إذا ما ثبتت حقوق المثليين.

## الأناركية والاشتراكية الليبرالية وحقوق مجتمع الميم
جمعت حركة الحب الحر في أوروبا وأمريكا الشمالية، الأفكار التي انتعشت من الاشتراكية الطوباوية مع الأناركيّة والنسوية لمهاجمة الأخلاق الجنسية «الزائفة» في العصر الفيكتوري، ومؤسسات الزواج والأسرة التي يُزعم أنها تستعبد النساء. دافع أنصار حركة الحب الحر عن الرابطات الجنسية الطوعية دون تدخل الدولة، وأكدوا الحق في المتعة الجنسية لكل من النساء والرجال، ودعموا أحيانًا حقوق المثليين والعاملون بالجنس بشكل صريح. انتشر التمسك بـ«الحب الحر» على نطاق واسع بين الأناركيّين الأوروبيين والأمريكيين لبضعة عقود، لكن الماركسيين والديمقراطيين الاجتماعيين عارضوا هذه الآراء في ذلك الوقت.[بحاجة لمصدر] طُردت النسوية والاشتراكية الراديكالية فيكتوريا وودهول من جمعية الشغيلة العالمية في عام 1871، لانخراطها في حركة الحب الحر والحركات المرتبطة بها. استبعد الفرع الأمريكي من المنظمة -بدعم من ماركس- عناصره السلاميّين والمناهضين للعنصرية والنسويّين، الذين اتُّهموا بالتركيز أكثر من اللازم على قضايا لا علاقة لها بالصراع الطبقي، وبالتالي نُظر إليهم على أنهم غير متوافقين مع الاشتراكية العلمية.
نظّم اتحاد جمعيات المرأة التقدمية -وهو منعطف للمنظمة اليسارية في القرن العشرين- بقيادة ليلي براون حملةً من أجل عدم تجريم المثلية الجنسية في ألمانيا، وهدفت إلى تنظيم البغايا في نقابات عمالية. هاجمت الحركة العمالية الأوسع هذا الاتحاد قائلةً إنهم طوباويون، أو تجاهلتها، وطُردت براون من الحركة الماركسية الدولية. انخرطت هيلين ستوكر، وهي ناشطة ألمانية أخرى من الجناح اليساري للحركة النسائية، بشكلٍ كبير في حركة الإصلاح الجنسي بعد الحرب العالمية الأولى في عام 1919، وعملت في مجلس إدارة معهد العلوم الجنسية. كما نظمت حملةً لحماية الأمهات العازبات وأطفالهن من الاضطهاد الاقتصادي والأخلاقي. كتب الكاتب النقابي اللاسلطوي أولريش لينس عن «شخصية محددة بصورة حادة في المشهد الثقافي الأناركي الفردي في برلين حوالي عام 1900»، وهو «يوهانس هولزمان السابق لأوانه» (المعروف باسم سينا هوي): «أحد أتباع الحب الحر، إذ احتفل [هوي] بالمثلية الجنسية كنصير للثقافة، وشارك في النضال ضد الفقرة 175». نشر الشاب هوي (مواليد 1882) هذه الآراء في مجلته الأسبوعية («كامبف» وباللغة الإنجليزية «النضال») بدءًا من عام 1904، والتي وصل تداولها إلى 10000 في العام التالي. كتب المعالج النفسي اللاسلطوي الألماني أوتو غروس أيضًا على نطاق واسع عن الجنسانية المثليّة عند الرجال والنساء على حد سواء، وجادل ضد التمميز الممارس تجاهها. تحدث الأناركي المغاير جنسيًا روبرت ريتزل (1849-1898) بشكلٍ إيجابي عن المثلية الجنسية منذ بداية تسعينيات القرن التاسع عشر، في مجلته باللغة الألمانية «دير أرمي تويفيل» (ديترويت).
ناصر النسويون والاشتراكيون البوهيميون في قرية غرينتش في نيويورك، تحقيق الذات والسرور للنساء (وكذلك الرجال) في الحال هناك، بالإضافة إلى الحملات ضد الحرب العالمية الأولى ولمناصرة القضايا الأناركية والاشتراكية الأخرى. شجعوا على التلاعب بالأدوار الجنسية والجنسانية، وبرزت من بينهم: الراديكالية مزدوجة التوجه الجنسي المتحررة إدنا سانت فنسنت ميلاي، والأناركية المثلية مارغريت أندرسن. استمد القرويون إلهامهم في الغالب من العاملات المهاجرات الأناركيات في الفترة ما بين عام 1905 وعام 1915، و«اشتراكية الحياة الجديدة» لإدوارد كاربنتر وهافلوك إليس وأوليف شراينر. ترددت الأناركية الروسية إيما غولدمان -من بين آخرين- على مجموعات المناقشة التي نظمها القرويون. لاحظ ماغنوس هيرشفيلد في عام 1923 أن غولدمان «نظمت الحملات بجرأة وثبات من أجل الحقوق الفردية، وخاصة لمن حرموا من حقوقهم، وهكذا تبين أنها كانت المرأة الأولى والوحيدة، بل الأمريكية الأولى والوحيدة، التي تتولى الدفاع عن حب المثليين قبل عامة الناس». في الواقع تحدث الأناركي المغاير جنسيًا روبرت ريتزل (1849-1898) -قبل غولدمان- بشكل إيجابي عن المثلية الجنسية منذ بداية تسعينيات القرن التاسع عشر، في مجلته باللغة الألمانية «دير أرمي تويفيل» (ديترويت). مُجّدت غولدمان «كامرأة متمردة» ذات تفكير حر من قبل المعجبين، وسخر منها النقاد كمدافعة عن القتل بدوافع سياسية والثورة العنيفة. شملت كتاباتها ومحاضراتها مجموعةً متنوعةً من القضايا، بما في ذلك السجون، والإلحاد، وحرية التعبير، والعسكرة، والرأسمالية، والزواج، والحب الحر، والمثلية الجنسية. على الرغم من أنها نأت بنفسها عن الموجة النسوية الأولى وجهودها في حق الاقتراع للمرأة، إلا أنها طوّرت طرقًا جديدة لدمج السياسات الجندرية بالأناركية. أُعيد إحياء مكانة غولدمان الشهيرة في سبعينيات القرن العشرين- بعد عقود من الغموض- عندما جدد الباحثون الأناركيون والنسويون الاهتمام الشعبي بحياتها.
كانت موخيريس ليبريس (النساء الأحرار) منظمةً نسائيةً أناركيةً في إسبانيا، هدفت إلى تمكين نساء الطبقة العاملة. تأسست في عام 1936 على يد لوسيا سانشيز سورنيل ومرسيدس كومابوسادا وأمبارو بوك واي غاسكون، وضمت ما يقارب 30 ألف عضو. استندت المنظمة إلى فكرة «النضال المزدوج» من أجل تحرير المرأة والثورة الاجتماعية، وجادلت بأن الهدفين بنفس الأهمية ويجب السعي لتحقيقهما بالتوازي. أنشأوا شبكات من النساء الأناركيات من أجل كسب الدعم المتبادل، وأُنشئت مراكز فلاينغ لرعاية الأطفال في محاولةٍ لإشراك المزيد من النساء في الأنشطة النقابية. كانت لوسيا سانشيز سورنيل شاعرةً إسبانية، وأناركيةً ونسويةً مناضلة، وعُرفت كواحدة من مؤسسي موخيريس ليبريس، وعملت في الاتحاد الوطني للعمل (سي إن تي) والتضامن الدولي ضد الفاشية (سيا). نُشر عنها بحلول عام 1919 في مجموعةٍ متنوعة من المجلات، بما في ذلك لوس كيخوتيس وتابليروس وبلورال ومانانتيال ولاغاثيتا ليتيراريا. تمكنت من استكشاف المواضيع المتعلقة بالمثليات من خلال العمل باسم ذكر، في الوقت الذي جُرّمت فيه المثلية الجنسية وخضعت للرقابة والعقاب. أوجزت لوسيا وجهة نظرها كنسوية، من خلال الكتابة في مطبوعات أناركية مثل الأرض والحرية، والمجلة البيضاء، وتضامن العمال. تعاملت بهدوء مع موضوع تحديد النسل، إلا أنها هاجمت أساسيات الأدوار الجندرية في المجتمع الإسباني. أثبتت لوسيا- بهذه الطريقة كواحدة- نفسها كواحدة من أكثر الأصوات راديكاليةً بين النساء الأناركيّات، رافضةً مثالية الحياة المنزلية الأنثوية، والتي بقيت إلى حد كبير أمرًا لا جدال فيه. دحضت بجرأة تعريف غريغوريو مارانيون للأمومة كنواة للهوية الأنثوية، في سلسلة من المقالات في مجلة تضامن العمال.

### رهاب المثلية الأناركي
في حين بدأت هذه المواقف المؤيدة للمثلية الجنسية بالظهور، اعتقد العديد من أعضاء الحركة الأناركية في ذلك الوقت أن الطبيعة/ خالق إلهي قدمت/ قدم إجابة مثالية للعلاقات الإنسانية، إذ جادلت افتتاحية في مجلة أناركية إسبانية مؤثرة في عام 1935، في وجوب تجنب الأناركي أي علاقة مع المثليين جنسيًا: «إذا كنت أناركيًّا، فهذا يعني أنك أكثر استقامة من الناحية الأخلاقية، وأكثر قوة جسدية من الرجل العادي. ومن يحبّ الانقلاب ليس رجلًا حقيقيًا، وبالتالي ليس أناركيًا حقيقيًا». يتقبّل العديد من أناركيّي هذه الأيام المثلية الجنسية، على الرغم من هذا الرأي.

## وصلات خارجية
- «يسار مثلي» - مجلة اشتراكية تعود للسبعينات. (بالإنجليزية)